# Gruda (revija)
Revija Gruda s podnaslovom Mesečnik za ljudsko (kmetsko) prosveto je bila glasilo Zveze (društev) kmetskih fantov in deklet (ZKFiD). Izhajala je v Ljubljani od 1924 do 1941, ves čas obstoja ZKFiD. 

## O reviji
Osrednjo zaslugo za ustanovitev Grude ima študent prava Stanko Tomšič. Prva leta  se je Gruda vsebinsko nagibala bolj v leposlovno smer. Objavljala je leposlovne črtice, povesti, pesmi in prevode. Pomembno vlogo je opravljala na področju kulture in prosvetnega dela kmečke mladine ter kmetov nasploh. Objavljala je prikaze agrarnih gibanj v slovanskih deželah in življenjepise njihovih voditeljev. V njej so si prizadevali vzgajati slovensko kmečko mladino v duhu kmetske misli (slovanski agrarizem, katerega idejni vodja je bil France Veber) in jo navdušiti za vzajemno delo na vasi (zlasti za zadružništvo). Bralce je seznanjala s poglavitnimi deli slovenske in jugoslovanske kulture, pa tudi drugih narodov. 
Prinašala je vesti o razvoju in dejavnostih društev kmečkih fantov in deklet (DKFiD), ki so bila nosilci naprednega mladinskega kmečkega gibanja, posebej pa se je posvečala kmečki ženi in dekletu. Ves čas je namenjala pozornost življenju Slovencev zunaj jugoslovanskih meja (v Avstriji in Italiji). Objavila je več sestavkov ter prikazov življenja in dela najvidnejših slovenskih literarnih ustvarjalcev, še posebej Prešerna, Cankarja, Župančiča, Kosovela in Levstika. Objavljala je literarne poskuse amaterskih avtorjev iz vrst kmečko-delavske mladine, katerih število se je iz leta v leto povečevalo.
Po letu 1926 se je Gruda bolj usmerila v objavljanje idejnih in organizacijskih sestavkov, bistveno pa se je njena vsebinska naravnanost spremenila po letu 1928, ko so v njej dobili težišče sestavki z aktualno socialno, gospodarsko in kulturno problematiko. Le-ti so prispevali k temu, da se je gibanje približalo malemu kmetu, delavcu ter bajtarskim in drugim revnim slojem. Zaradi šestojanuarske diktature se je revija preusmerila nazaj k leposlovnemu in kmetsko-strokovnemu delu. V letih diktature sta ZKFiD in tudi Gruda za krajši čas prišli v tabor unitaristične Jugoslovanske radikalne kmečke demokracije oz. JNS. Leta 1932 Gruda postane tudi glasilo Akademskega agrarnega kluba Njiva (klub srednješolcev). Po letu 1934, ko je v našo deželo prišlo ljudskofrontno gibanje, so v Grudi vedno bolj nasprotovali centralistični ureditvi, saj je bil slovenski narod v takšnem sistemu v podrejenem položaju. V drugi polovici tridesetih let je komunistična partija v uredništvu časopisa povečala svoj vpliv.

## Ustvarjalci Grude
Uredniki so bili ves čas iz vrst vodstvenega telesa ZKFiD, in sicer Ivan Albreht, Stanko Tomšič, Janže Novak, Marija Novak, France Gerželj, Dolfe Schauer, Ivan Kronovšek, Drago Košmrlj, Ana Dequal (Krivic) in Mira Svetina. Kar nekaj med njimi jih je pisalo različne (leposlovne) prispevke v revijo, predvsem Ivan Albreht, France Gerželj, Ivan Kronovšek in Marija Novak. V prvih letih so bili sodelavci Grude tudi iz kroga Mladine (1924) in Svobodne mladine (obe je ustanovil Stanko Tomšič).
Ilustratorji Grude so bili Maksim Gaspari, Vlasto Kopač in Miha Maleš, Radovan Gobec pa je prispeval notne zapise uglasbenih pesmi.
Znani avtorji, ki so objavljali v Grudi, so naslednji: Jože Šeliga, Ksaver Meško, Miško Kranjec, Ludvik Mrzel, Ivo Grahor, Ferdo Godina, Jaro Dolar, Anton Ingolič, Vinko Bitenc, Griša Koritnik, Damjan Vahen Svetinov, Jože Lavrič, Albin Podjavoršek, Tone Ljubič. 
Pod psevdonimom so objavljali tudi drugi manj znani avtorji (kmečka mladina): Petja Robotnik, France Mastnak, Slavo Stine, Jože Danev, Pavel Bobnar idr. 
Med ženskami so v Grudi vzbudile pozornost s svojimi leposlovnimi prispevki (predvsem v verzih) Lidija Grilec, Maksa Samsa in Marija Novak, pa tudi Mira Jankovič, Marica Nadlišek-Bartol, Krista Jazbinšek in Mici Sever.
Med sodelavci Grude so bili tudi mnogi levičarji in člani komunistične partije, katerih prispevki so bili objavljeni brez navedbe avtorja ali pod psevdonimi. Tako so v Grudi pisali Janez Marentič, Ivan Bratko, Marjan Vesenjak, France Hočevar, Rudi Čačinovič, Mira Svetina, Andrej Verbič, Drago Košmrlj idr.

## Zgradba revije
Sestava Grude se je iz leta v leto spreminjala, dopolnjevala in razširjala. Ključne rubrike so bile:
- leposlovje (izvirno in prevodi): pesmi, povesti, pripovedni spisi, literarni poskusi bralcev (rubrika: Poskusi iz naših vrst),
- komentarji uredništva o kvaliteti literarnih prispevkov (rubrika: Listnica uredništva)
- poučni, strokovni, idejni in zabavni spisi,
- prispevki o dogajanju po svetu (rubrika: Svetovna opazovalnica),
- prispevki o delu (kmečke) mladine, delovanju DKFiD (rubrike: Slovenska kmetska mladina na delu, Dopisi, Organizacija),
- prispevki o delu in udejstvovanju dijakov (rubrika: Iz dijaških vrst),
- prispevki o dogajanju na vasi (rubrika: Odmevi iz naših vasi)
- nasveti za kmečke žene in dekleta, spodbujanje kulturnega udejstvovanja žensk (rubriki: Kotiček za dekleta, Kmetska žena in dekle),
- nasveti za bolj gospodarno kmetovanje,
- posvetila umrlim sodelavcem,
- seznami novo natisnjenih knjig in različni natečaji (npr. za celoletno povest),
- nagradne uganke, križanke, šale in anekdote (rubriki: Za prosti čas, Za zabavo in smeh),
- glasbeni in pevski teksti,
- slike,
- reklamni oglasi.